# Словообразование (раздел лингвистики)
Словообразова́ние (дериватоло́гия) — раздел языкознания, изучающий словообразовательные отношения в языке.
Являясь наукой о создании новых названий как мотивированных однословных знаков языка, словообразование может рассматриваться как часть ономасиологии. Оно изучает производные и сложные слова в динамическом («как делаются слова») и в статическом («как они сделаны») аспектах (Л. В. Щерба).
Различают синхронное и диахроническое словообразование. Синхронный анализ имеет дело с современными отношениями между родственными словами, без учёта этимологической ситуации. При синхронном словообразовании для того чтобы установить производную и производящую основы, нужно ответить на вопрос: какая из двух однокоренных основ более простая по форме и по смыслу (производящая), а какая более сложная (производная). Диахроническое (историческое) словообразование изучает историю появления того или иного слова, развитие его структуры и формально-семантических связей между родственными словами. При диахроническом словообразовании для того чтобы установить производность слова и, следовательно, определить, какое из сравниваемых родственных слов послужило базой для образования другого, то есть какое имеет производящую основу, а какое — производную, надо изучить конкретную историю этих слов и выяснить, какое из них более раннее, а какое более позднее, какое из слов исторически образовано от другого. Существует вместе с тем точка зрения, что словообразование всегда диахронно (О. Н. Трубачёв). Однако фактически теория словообразования может предсказывать появление новых слов и условия такого появления, а также выявлять правила, по которым говорящий создает новые производные и сложные слова в синхронии, на данном этапе развития языка.

## Основные понятия
Основные понятия теории словообразования: мотивация (мотивированность) — семантическая обусловленность значения производного слова значениями его составляющих; понятие словообразовательной производности, основанное на формальной и семантической выводимости свойств производного слова из свойств производящих единиц, словообразовательное значение.

## История
В русистике описание явлений словообразования имеет давние традиции (работы И. А. Бодуэна де Куртенэ, Ф. Ф. Фортунатова, Н. В. Крушевского) и традиционно включалось в морфологию. Самостоятельным объектом изучения словообразование становится только с середины 1940-х годов, а выделение его в отдельную лингвистическую дисциплину происходит примерно к концу 1960-х годов. Основы новой теории словообразования в русистике были заложены работами M. M. Покровского и Л. В. Щербы, А. И. Смирницкого и Г. О. Винокура, М. Д. Степановой и В. М. Жирмунского и особенно трудами В. В. Виноградова, показавшего тесную связь словообразования с лексикологией, с одной стороны, и с грамматикой — с другой, и впервые выдвинувшего тезис об особом месте словообразования в кругу лингвистических дисциплин. К трудам Винокура восходят важные идеи о специфике производного слова как носителя особого типа значения — словообразовательного значения.
Современная теория словообразования базируется на работах Н. М. Шанского, Е. А. Земской, Е. С. Кубряковой, И. С. Улуханова и других.